# Rumford (Maine)
Rumford ist eine Town im Oxford County des Bundesstaates Maine in den Vereinigten Staaten. Im Jahr 2020 lebten dort 5858 Einwohner in 3119 Haushalten auf einer Fläche von 180,91 km².

## Geographie
Nach dem United States Census Bureau hat Rumford eine Gesamtfläche von 180,91 km², von der 177,54 km² Land sind und 3,37 km² aus Gewässern bestehen.

### Geographische Lage
Rumford liegt im Osten des Oxford Countys. Der Androscoggin River fließt in östlicher Richtung durch das Gebiet der Town. Im Westen mündet der aus nördlicher Richtung kommende Ellis River im Androscoggin River und im Osten der Swift River. Es gibt nur kleinere Seen auf dem Gebiet der Town. Die Oberfläche ist hügelig und die höchste Erhebung ist der 715 m hohe Black Mountain.

### Nachbargemeinden
Alle Entfernungen sind als Luftlinien zwischen den offiziellen Koordinaten der Orte aus der Volkszählung 2010 angegeben.
- Norden: Andover, 12,2 km
- Nordosten: Roxbury, 11,8 km
- Osten: Mexico, 10,3 km
- Südosten: Peru, 18,2 km
- Süden: Milton, Unorganized Territory, 11,5 km
- Südwesten: Bethel, 16,5 km
- Westen: Hanover, 11,3 km
- Nordwesten: Newry, 18,9 km

### Stadtgliederung
In Rumford gibt es mehrere Siedlungsgebiete: Abbots Mill, Bisbees, Littlefield, Mount Zircon, North Rumford, Porters, Rumford, Rumford Center, Rumford Corner, Rumford Falls, Rumford Point, Smith Crossing, South Rumford, Virginia und Woodrowville.

### Klima
Die mittlere Durchschnittstemperatur in Rumford liegt zwischen −7,8 °C (18 °F) im Januar und 20,6 °C (69 °F) im Juli. Damit ist der Ort gegenüber dem langjährigen Mittel Maines um etwa 2 Grad kühler. Die Schneefälle zwischen Oktober und Mai liegen mit deutlich mehr als zwei Metern (bei einem Spitzenwert im Januar von knapp 50 cm) ungefähr doppelt so hoch wie die mittlere Schneehöhe in den USA. Die tägliche Sonnenscheindauer liegt am unteren Rand des Wertespektrums der USA.

## Geschichte
Der Grant für Rumford wurde im Jahr 1779 durch Massachusetts an Timothy Walker und weitere Gesellschafter aus Concord, New Hampshire, vergeben, als Ausgleich für Verluste, die sie und ihre Vorfahren während der Auseinandersetzung zwischen Corcors und Bow erlitten hatten. Zunächst wurde das Gebiet New Pennacook genannt. Erste Siedler waren Jonathan Keyes und sein Sohn Francis, die im Juni 1782 aus Massachusetts kamen. Am 21. Februar 1800 wurde Rumford als Town organisiert.
Teile von Peru wurden im Jahr 1895 hinzugenommen und Teile der Franklin Plantation im Jahr 1899. Der Rest der Franklin Plantation wurde von Peru eingenommen.
Im östlichen Teil des Androscoggin River befinden sich die Rumford-Wasserfälle, die die höchste Fallhöhe in Neu England aufweisen. Etwa 3 Meilen oberhalb von Rumford Point Village befindet sich eine Farbmine, die durch Ablagerung aus einer Quelle und rotem Eisenoxid gebildet wird. In der Nähe befindet sich eine beträchtliche Ablagerung von Eisenerz. Auf dem Gebiet einer Farm wurden in erheblichen Mengen Blei und Graphit gefunden. Kalkstein ist an mehreren Stellen vorhanden, vor allem aber an den Rumford-Fällen. Im Black Mountain Quarry werden Heterosit und Kosnarit abgebaut.

### Einwohnerentwicklung
| Volkszählungsergebnisse – Town of Rumford, Maine | Volkszählungsergebnisse – Town of Rumford, Maine | Volkszählungsergebnisse – Town of Rumford, Maine | Volkszählungsergebnisse – Town of Rumford, Maine | Volkszählungsergebnisse – Town of Rumford, Maine | Volkszählungsergebnisse – Town of Rumford, Maine | Volkszählungsergebnisse – Town of Rumford, Maine | Volkszählungsergebnisse – Town of Rumford, Maine | Volkszählungsergebnisse – Town of Rumford, Maine | Volkszählungsergebnisse – Town of Rumford, Maine | Volkszählungsergebnisse – Town of Rumford, Maine |
| Jahr                                             | 1800                                             | 1810                                             | 1820                                             | 1830                                             | 1840                                             | 1850                                             | 1860                                             | 1870                                             | 1880                                             | 1890                                             |
| ------------------------------------------------ | ------------------------------------------------ | ------------------------------------------------ | ------------------------------------------------ | ------------------------------------------------ | ------------------------------------------------ | ------------------------------------------------ | ------------------------------------------------ | ------------------------------------------------ | ------------------------------------------------ | ------------------------------------------------ |
| Einwohner                                        | 262                                              | 629                                              | 871                                              | 1126                                             | 1444                                             | 1375                                             | 1375                                             | 1212                                             | 1006                                             | 898                                              |
| Jahr                                             | 1900                                             | 1910                                             | 1920                                             | 1930                                             | 1940                                             | 1950                                             | 1960                                             | 1970                                             | 1980                                             | 1990                                             |
| Einwohner                                        | 3770                                             | 6777                                             | 8576                                             | 10.340                                           | 10.230                                           | 9954                                             | 10.005                                           | 9363                                             | 8240                                             | 7078                                             |
| Jahr                                             | 2000                                             | 2010                                             | 2020                                             | 2030                                             | 2040                                             | 2050                                             | 2060                                             | 2070                                             | 2080                                             | 2090                                             |
| Einwohner                                        | 6472                                             | 5841                                             | 5858                                             |                                                  |                                                  |                                                  |                                                  |                                                  |                                                  |                                                  |

## Kultur und Sehenswürdigkeiten

### Bauwerke
In Rumford wurden zwei Distrikte und mehrere Bauwerke und historische Stätten unter Denkmalschutz gestellt und ins National Register of Historic Places aufgenommen. Die Lage der historischen Stätten wird nicht bekannt gegeben.
Distrikt
- Rumford Commercial Historic District, 2017 unter der Register-Nr. 100000808.[10]
- Strathglass Park District, 1974 unter der Register-Nr. 74000181.[11]

Bauwerke
- Deacon Hutchins House, 1979 unter der Register-Nr. 79000159.[12]
- Mechanic Institute, 1980 unter der Register-Nr. 80000241.[13]
- Municipal Building, 1970 unter der Register-Nr. 80000242.[14]
- Rumford Falls Power Company Building, 1980 unter der Register-Nr. 80000243.[15]
- Rumford Point Congregational Church, 1985 unter der Register-Nr. 85001259.[16]
- Rumford Public Library, 1989 unter der Register-Nr. 88003023.[17]
- Strathglass Building, 1980 unter der Register-Nr. 80000244.[18]
- Town of Rumford Site, 1992 unter der Register-Nr. 92001507.[19]

Historische Stätten
- Rumford Falls I-IV Site, 1992 unter der Register-Nr. 92001513.[20]
- Rumford Falls V Site, 1992 unter der Register-Nr. 92001509.[21]

### Sport
Das Wintersportgebiet Black Mountain of Maine umfasst unterschiedliche Angebote im Bereich der nordischen Ski-Disziplinen. Im Wintersportgebiet finden regelmäßig nationale Wettkämpfe statt. Im Jahr 1950 fanden Wettkämpfe der Nordischen Skiweltmeisterschaften in Rumford statt.

## Wirtschaft und Infrastruktur

### Verkehr
Parallel zum Androscoggin River verläuft der U.S. Highway 2 am nördlichen Ufer und durchquert die Town in westöstlicher Richtung. Die Maine State Route 5 verläuft im Westen des Gebiets und folgt dem Ellis River in südlicher Richtung, bis sie auf den Highway trifft. In südlicher Richtung zweigt dann vom Highway die Maine State Route 232 ab. Im Osten zweigt in nördliche Richtung die Maine State Route 120 ab.
Die Bahnstrecke Portland–Island Pond verläuft durch Rumford. Auf ihr wurde der Personenverkehr eingestellt, doch der Güterverkehr wird über die Strecke abgewickelt. Auch die Bahnstrecke Cumberland Center–Bangor verläuft über Rumford sowie die Bahnstrecke Rumford Junction–Kennebago. Stillgelegt sind die Strecken Portland and Rumford Falls Railroad, Portland and Rumford Falls Railway und Rumford Falls and Rangeley Lakes Railroad.

### Öffentliche Einrichtungen
Das Rumford Hospital ist nicht nur für die Bewohner von Rumford zuständig, sondern steht auch den Bewohnern der angrenzenden Towns zur Verfügung.
Die Rumford Public Library wurde im Jahr 1903 gegründet. Sie geht auf eine Schenkung von Andrew Carnegie zurück und wurde von John Calvin Stevens gebaut. Das Gebäude steht heute unter Denkmalschutz.

### Bildung
Rumford gehört mit Buckfield, Hanover, Hartford, Mexico, Roxbury und Sumner zum Western Foothills Regional School District (RSU #10).
Im Schulbezirk werden folgende Schulen angeboten:
- Buckfield Junior/Senior High School in Buckfield, Schulklassen 7 bis 12
- Hartford-Sumner Elementary School  in Sumner, Schulklassen Pre-Kindergarten bis 6
- Meroby Elementary School in Mexico, Schulklassen Pre-Kindergarten bis 5
- Mountain Valley Middle School in Mexico, Schulklassen 6 bis 8
- Rumford Elementary School in Rumford, Schulklassen Pre-Kindergarten bis 5
- Mountain Valley High School in Rumford, Schulklassen 7 bis 12

## Persönlichkeiten

### Söhne und Töchter der Stadt
- Charlie Akers (1939–2016), Skilangläufer und Biathlet
- Jeb Bradley (* 1952), Politiker
- Frank Churchill (1901–1942), Filmmusik-Komponist
- Edmund Muskie (1914–1996), Politiker, Gouverneur von Maine, US-Senator und Außenminister der Vereinigten Staaten
- Rodney L. Scribner (* 1935), Politiker, Maine State Treasurer und Maine State Auditor

### Persönlichkeiten, die vor Ort gewirkt haben
- Timothy J. Carter (1800–1838), Politiker
- Hugh J. Chisholm (1847–1912), Unternehmer